# Таг-Форк
Таг-Форк (англ. Tug Fork) — река в США, на юго-западе штатов Западная Виргиния и Виргиния и на востоке штата Кентукки. Является одной из двух составляющих реки Биг-Сэнди, которая является в свою очередь притоком реки Огайо. Длина составляет 256 км. Высота устья 166 м.
Берёт начало на крайнем юго-западе штата Западная Виргиния, на юге округа Мак-Дауэлл, недалеко от границы со штатом Виргиния. Течёт преимущественно в северо-западном направлении, формируя сперва границу между Западной Виргинией и Виргинией, а затем между Западной Виргинией и Кентукки. Сливается с рекой Левиса-Форк близ городка Луиса, формируя при этом реку Биг-Сэнди. В верхнем течении притекает через труднодоступные горные районы.